# آيت لحسن أو احساين الركادة (آيت صالح)
آيت لحسن أو احساين الركادة هو دُوَّار يقع بجماعة آيت سبع لجروف، إقليم صفرو، جهة فاس مكناس في المملكة المغربية. ينتمي الدوّار لمشيخة آيت صالح التي تضم 4 دواوير. يقدر عدد سكانه بـ 1223 نسمة حسب الإحصاء الرسمي للسكان والسكنى لسنة 2004.
الأعلام

## وصلات خارجية
- البوابة الوطنية للجماعات الترابية
- المندوبية السامية للتخطيط